# Routhouan

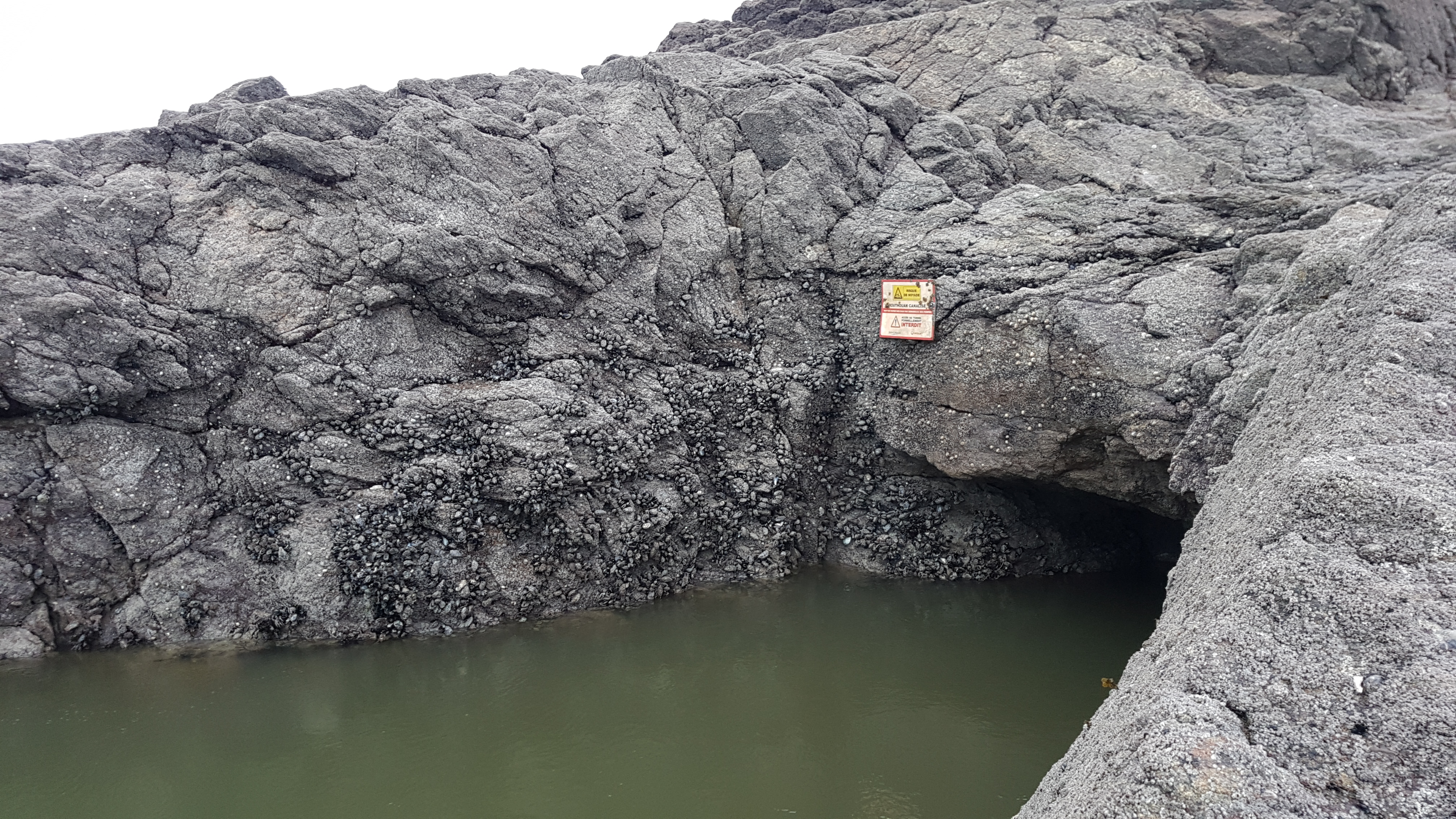

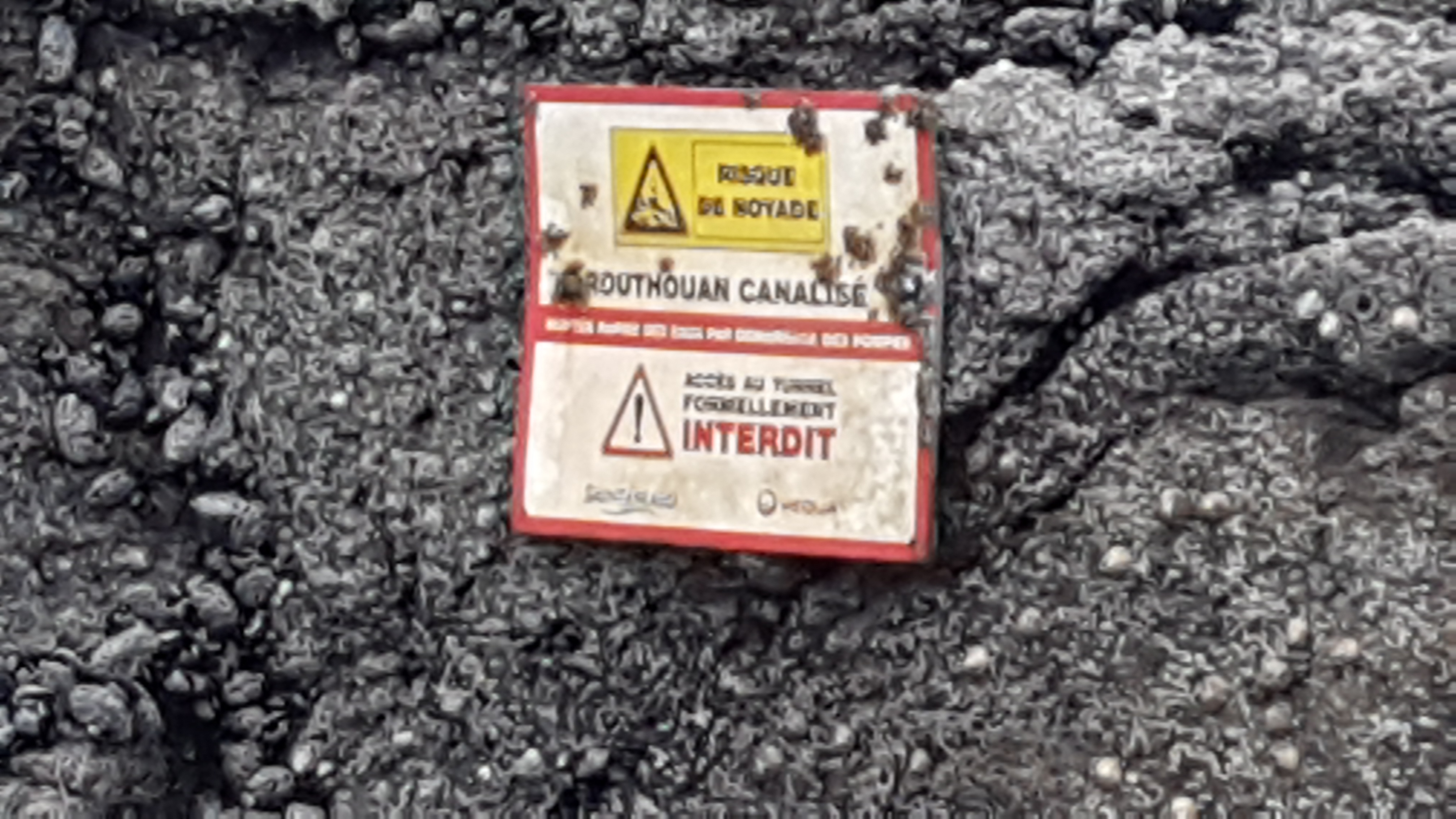

Le Routhouan est une rivière d'Ille-et-Vilaine se jetant dans l'embouchure de la Rance. Long d'une douzaine de kilomètres, son trajet a été largement canalisé. Toute sa traversée de Saint-Malo est aujourd'hui souterraine.

## Présentation
De 9,8 km de longueur, son débit moyen est 7 m3/s, pouvant monter à 30m3 par seconde lors de forts orages. Son bassin couvre une superficie de 3 500 ha dont près d'un tiers dans l'agglomération malouine dont il couvre 85 % du territoire. 
Le Routhouan prend sa source dans les landes de Thébert entre Saint-Jouan-des-Guérets et Saint-Méloir-des-Ondes (deux communes limitrophes de Saint-Malo), juste au nord de Saint-Père. Son embouchure fut plusieurs fois déplacée par l'homme. Initialement le Routhouan se jetait entre la Naye et la vieille ville de Saint-Malo, dans la "mer bonne", un havre naturel de Saint-Malo devenu un des bassins de son port, puis il fut dérivé vers l'anse des Bas-Sablons à Saint-Servan dans les années 1830 puis enfin vers la Rance, de l'autre côté de Saint-Servan. La rivière marquait sur une partie de son cours la limite entre les anciennes communes de Paramé et Saint-Servan (aujourd'hui fusionnées avec Saint-Malo).
Au début de son cours, il porte le nom de ruisseau de la Landelle.

## Hydronymie
Son orthographe a varié dans le temps :  Rutoüan puis Routouan. Son nom désigne un gué. Il procède du vieux-breton rodoed (rodou, roudou en breton moderne pour "gué") et de la finale -an diminutive. 